# Бечка (герб)
Бечка (пол. Beczka) — гласный польский шляхетский герб.

## Описание
В красном поле бочка золотая. В навершии шлема дворянская корона. Герб внесён в Гербовник дворянских родов Царства Польского, часть 1, стр. 47.

## Используют
Бечковичи, поселившиеся первоначально в Дрохичинской земле и называвшиеся Бечки. Из них Яков Бечка, около 1676 года владел земским имением. Потомки его, прозвавшись Бечковичами, жили в Плоцкой Губернии.